# Teyjat
Teyjat település Franciaországban, Dordogne megyében. Lakosainak száma 279 fő (2022. január 1.). Teyjat Soudat, Étouars, Javerlhac-et-la-Chapelle-Saint-Robert, Le Bourdeix, Varaignes és Bussière-Badil községekkel határos.

## Népesség
A település népessége az elmúlt években az alábbi módon változott:
| Lakosok száma | 363  | 364  | 309  | 267  | 277  | 278  | 275  | 274  | 275  | 279  |
|               | 1968 | 1982 | 1990 | 2006 | 2013 | 2015 | 2017 | 2019 | 2020 | 2022 |